# Saturn IB
Il Saturn IB era una versione migliorata del razzo vettore Saturn I, includendo un secondo stadio più potente denominato S-IVB. A differenza della versione precedente, il Saturn IB aveva una capacità di carico sufficiente a portare nell'orbita terrestre il Modulo di Comando e Servizio (CSM) dell'Apollo o il Modulo Lunare (LM), cosa che lo rese insostituibile nei test di volo dell'Apollo mentre il più potente Saturn V era ancora in fase di sviluppo. Più tardi il Saturn IB fu utilizzato per i voli umani dello Skylab e per il Programma test Apollo-Sojuz (ASTP).

## Tutti i lanci del Saturn IB

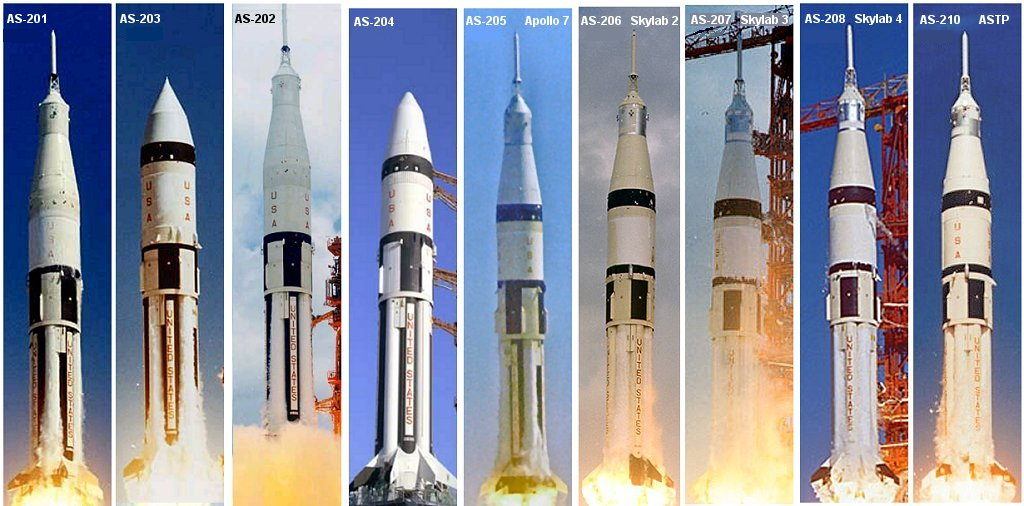
Tutti i lanci del Saturn IB dall' AS-201 al ASTP.